# 徳用寺 (豊中市)
徳用寺（とくようじ）は大阪府豊中市にある真宗大谷派の仏教寺院。

## 概要
真宗大谷派に属し、本山は真宗本廟（東本願寺）。元武士であった開基 藤井政重が蓮如に帰依し、延徳元年(1489年)にこの地に開いた道場が元となった寺院で、蓮如の直筆とされる「六字名号」が寺宝として伝わる。
旧穂積村（現在の豊中市内）に築かれた穂積村囲堤の域内にある3寺院のひとつである。

## 境内
- 山門
- 本堂
- 鐘楼
- 総墓（合同墓）

## 所在地
- 豊中市服部寿町３－１－５[2]

## 交通アクセス
- 阪急電鉄・宝塚本線服部天神駅下車、徒歩10分。

## 周辺情報
- 服部天神宮
- 穂積村囲堤